# Bärenstein (Berg im Erzgebirge)
Der Bärenstein ist ein 897,8 m ü. NHN hoher Berg im Erzgebirge. Er befindet sich etwa zwei Kilometer nördlich des gleichnamigen Ortes Bärenstein im sächsischen Erzgebirgskreis. Das Bergmassiv gehört zum Landschaftsschutzgebiet Bärenstein. Nördlich des Gipfels befindet sich das ca. 1 ha große Flächennaturdenkmal „Der Bärenstein“.

## Geologie
Als Erosionsrest eines ehemaligen Lavastromes besteht er wie seine Nachbarn Pöhlberg und Scheibenberg, die er beide überragt, überwiegend aus Basalt. Alle drei Erhebungen sind Tafelberge. An der Nordseite befindet sich ein aufgelassener Steinbruch, der die Säulenbildung des Basalts zeigt.

## Geschichte

### Vermessung
Im Zuge der Königlich-Sächsischen Triangulirung wurde der Bärenstein in das Messnetz eingebunden und 1865 auf dem Gipfel eine Triangulationssäule 2. Ordnung errichtet. Die jahrelang umgestürzte Säule wurde 2005 rund 25 Meter südlich des originalen Standortes wiedererrichtet. Aufgrund der dichten Bewaldung der Bergkuppe ist die Sicht zu den Nachbarstationen auf dem Pöhlberg, Scheibenberg und Fichtelberg mittlerweile nicht mehr möglich.

### Touristische Erschließung
Auf dem Bärenstein befindet sich ein Gipfelrundweg mit mehreren lohnenden Aussichtspunkten sowie ein Berggasthaus mit Aussichtsturm. Bemühungen zur Errichtung eines Aussichtsturmes durch den Erzgebirgsverein Bärenstein reichen bis 1890 zurück. Das sächsische Innenministerium stand diesen Plänen jedoch vorerst ablehnend gegenüber. 1903 wurde der Bau einer Schutzhütte genehmigt und durchgeführt. 1911 erfolgte die Genehmigung zum Bau eines Unterkunftshauses mit Turm sowie des dafür notwendigen Baus einer Straße sowie der Strom- und Wasserleitung. Die Grundsteinlegung für den Bau fand am 1. Mai 1913 und die Einweihung am 30. November 1913 verbunden mit der 25-Jahr-Feier des Erzgebirgszweigvereins Bärenstein statt. 1936 wurde der Bau um einen Saal erweitert und 1992/93 grundlegend saniert. 2019 wurde das Berggasthaus wegen Personalmangels geschlossen. Nach einer umfassenden Sanierung, vorangetrieben durch die örtliche Gemeindeverwaltung und den neuen Inhaber, öffnete das Berghotel am 18. Juni 2021 wieder seine Türen.
Am Bärenstein sorgen ein Skilift, Rodelhang und Skiloipen für gute Wintersportbedingungen.
Der Stoneman Miriquidi, eine Mountainbikestrecke im Erzgebirge, verläuft über den Berg.

## Aussicht
Vom 30 Meter hohen Aussichtsturm des Berggasthauses reicht der Blick zum nahegelegenen Klínovec (Keilberg) und Fichtelberg. Im Osten fällt der Berg steil ins Tal des Pöhlbaches ab, im Westen liegt die Talsperre Cranzahl zu Füßen des Berges. Im Südosten fällt der Blick auf den Mědník (Kupferhübel) und die Kammlagen des böhmischen Gebirgsteils, im Norden auf die Bergstadt Annaberg und den Pöhlberg.

## Bilder

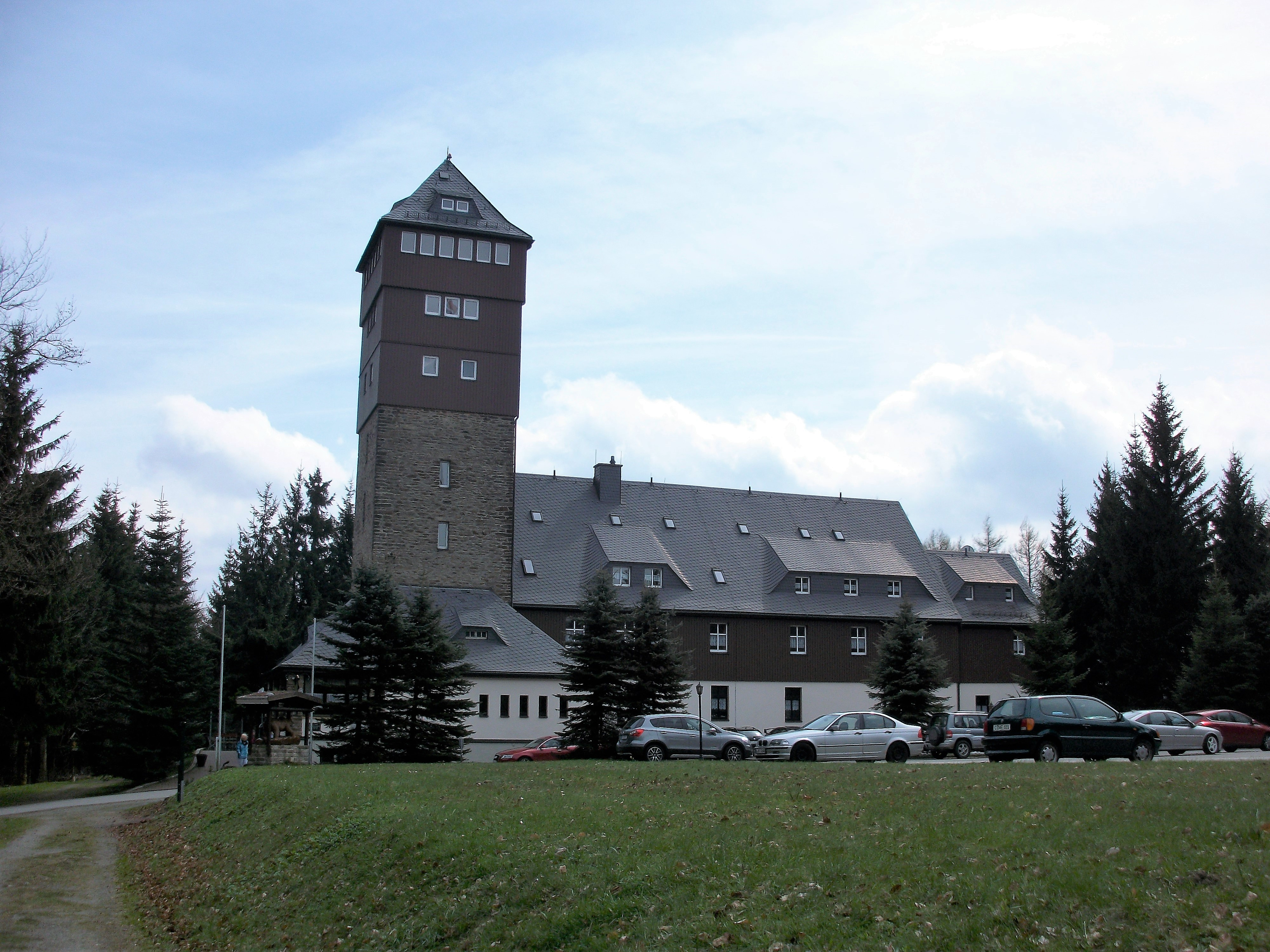
Aussichtsturm auf dem Berg Bärenstein
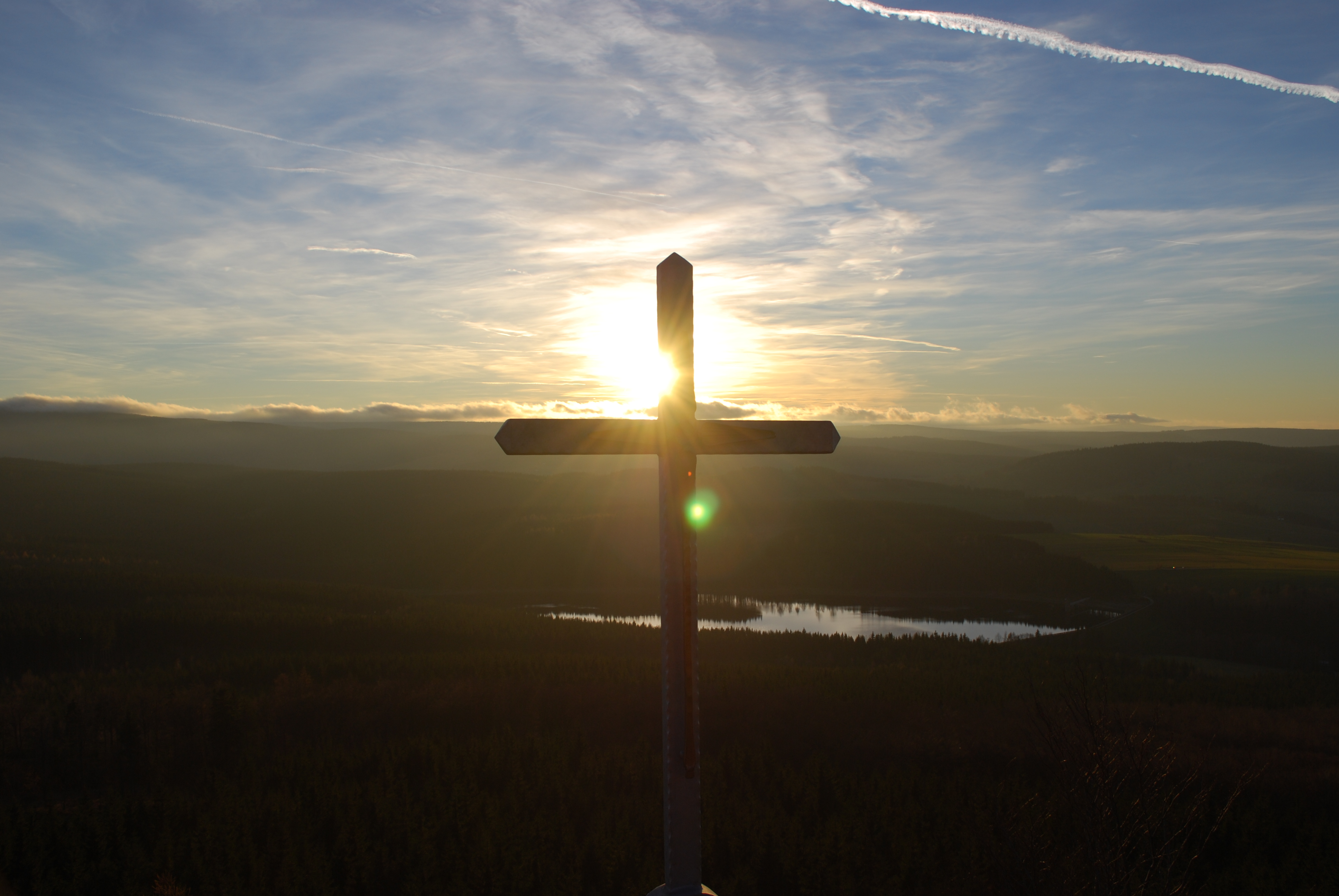
Gipfelkreuz auf dem Bärenstein
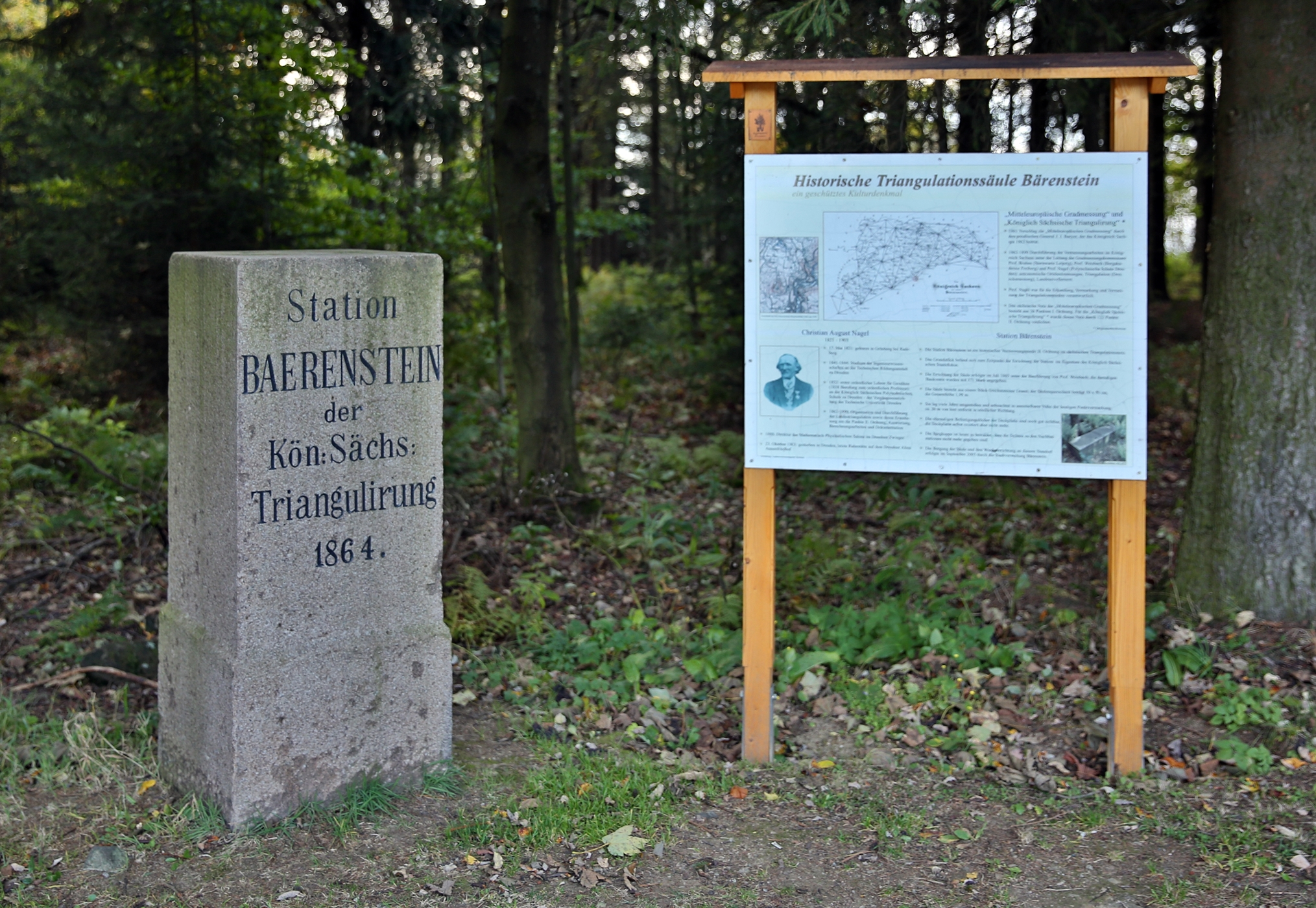
Station der Königlich-Sächsischen Triangulirung samt Informationstafel
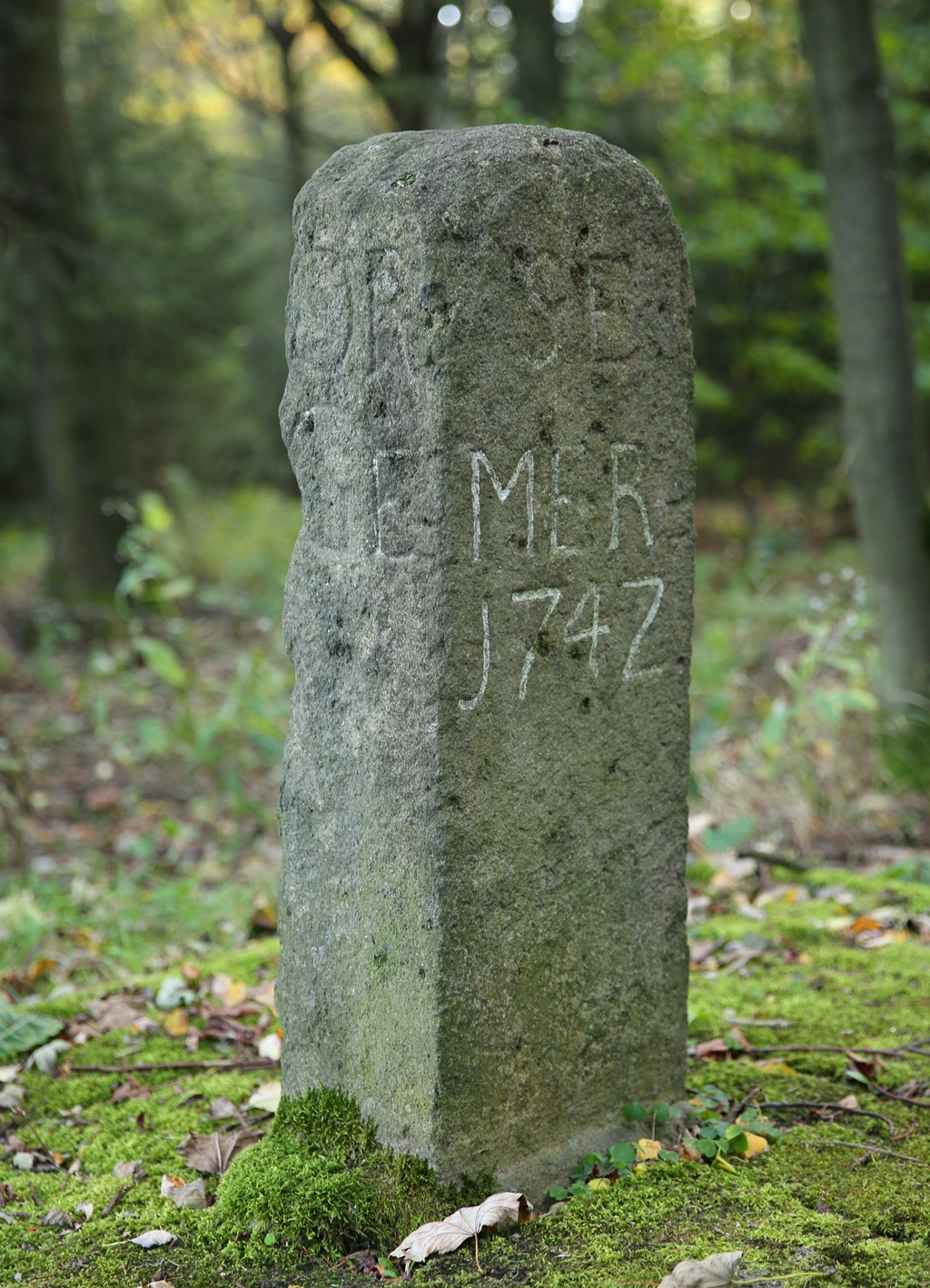
Sogenanntes „Hirtengrab“ nahe der Triangulationssäule